# Distretto di Xilin
Il distretto di Xilin (西林区S, Xīlín QūP) è un distretto della Cina, situato nella provincia di Heilongjiang e amministrato dalla prefettura di Yichun.